# 周明基
周明基（1929年12月6日—1998年9月13日），浙江衢县人，中华人民共和国政治人物、外交官。
1985年，接替黄明达，担任中华人民共和国驻缅甸大使。1987年，由程瑞声接任。